# Trans-Siberian Orchestra

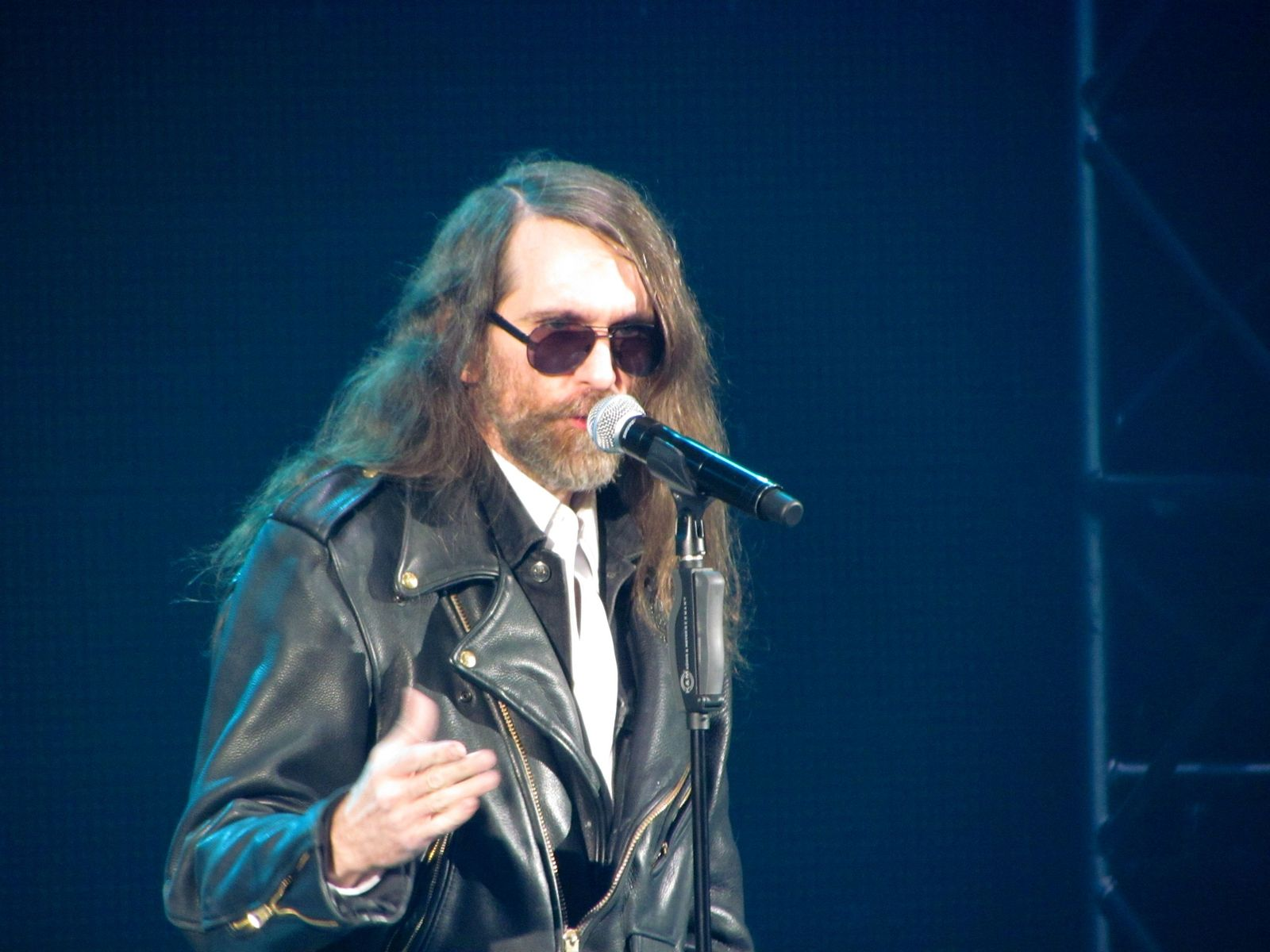
Paul O'Neill 2011.

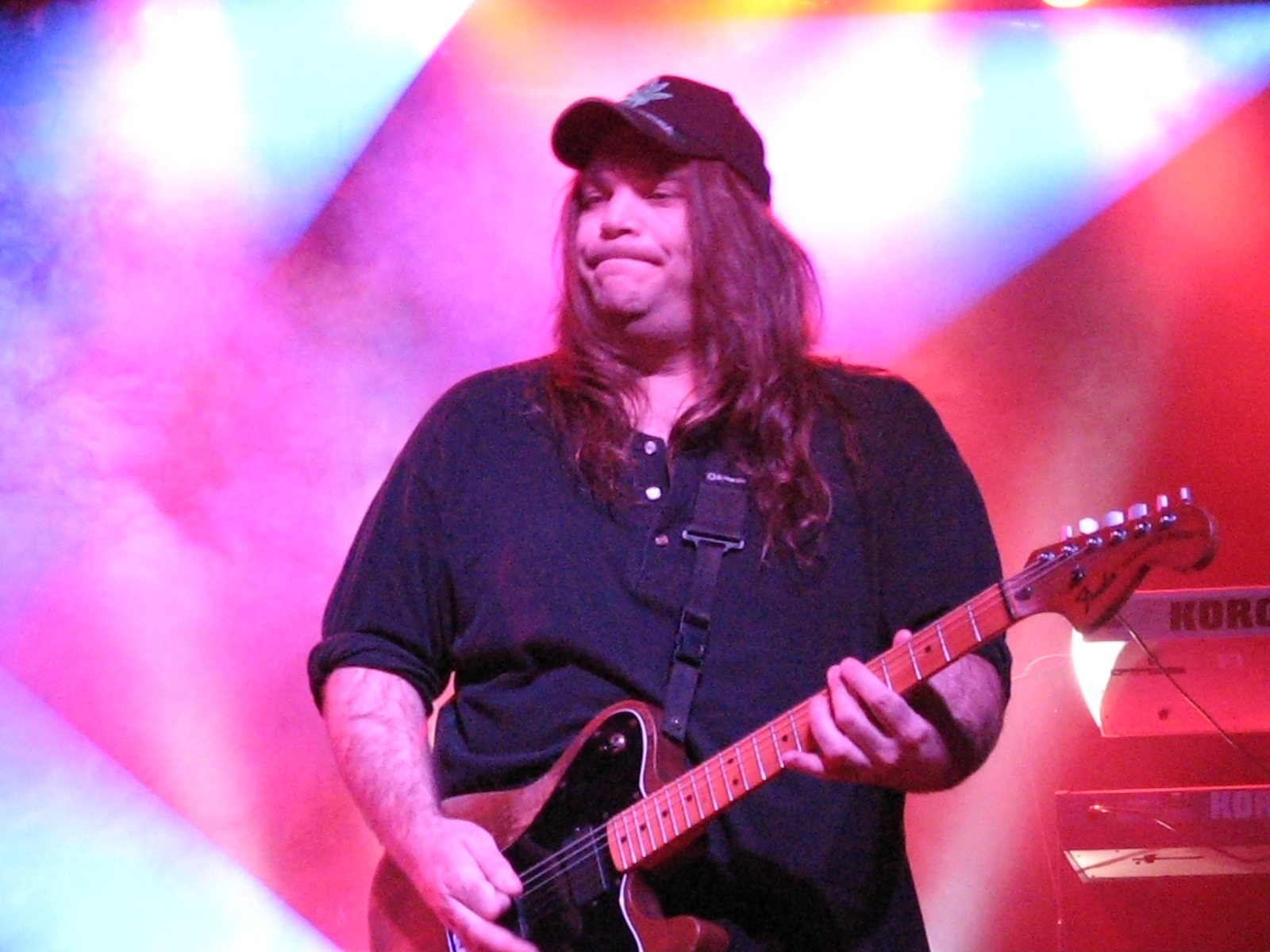
2007.

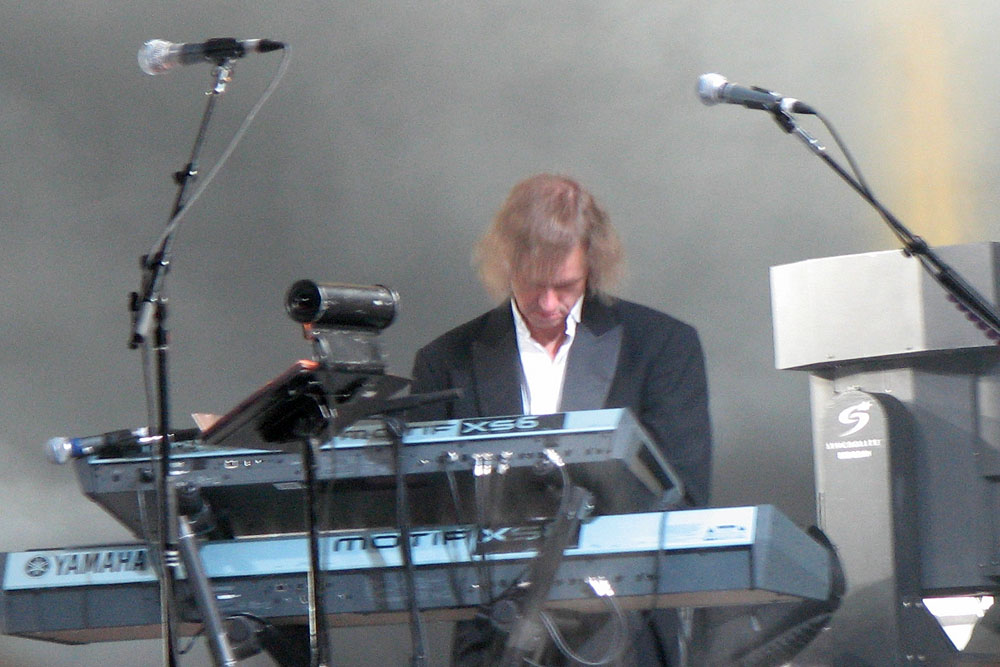
Bob Kinkel spelar med TSO 2007.

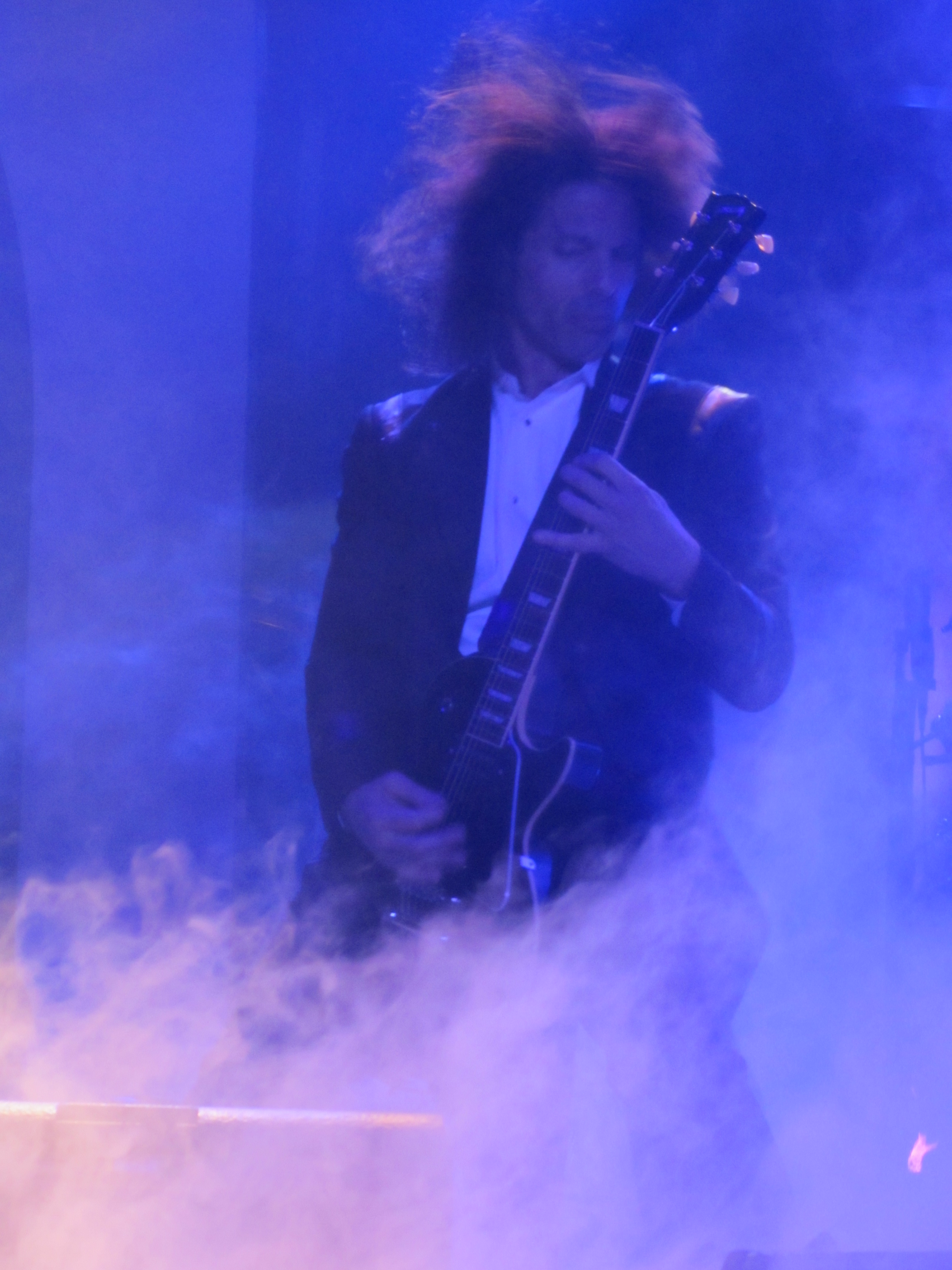
Al Pitrelli 2012.

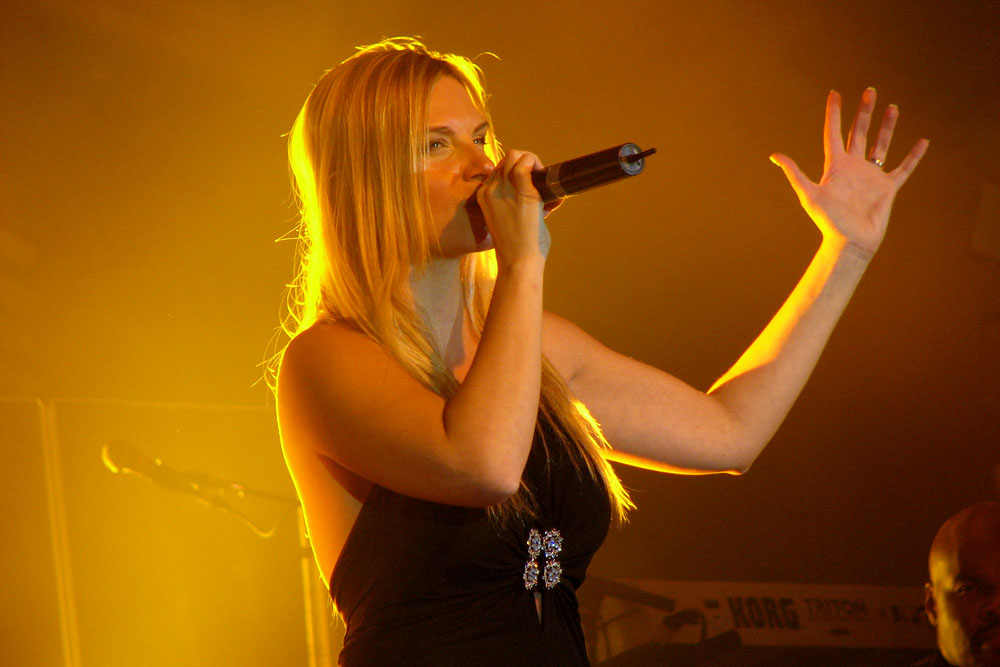
Jennifer Cella uppträder med TSO.

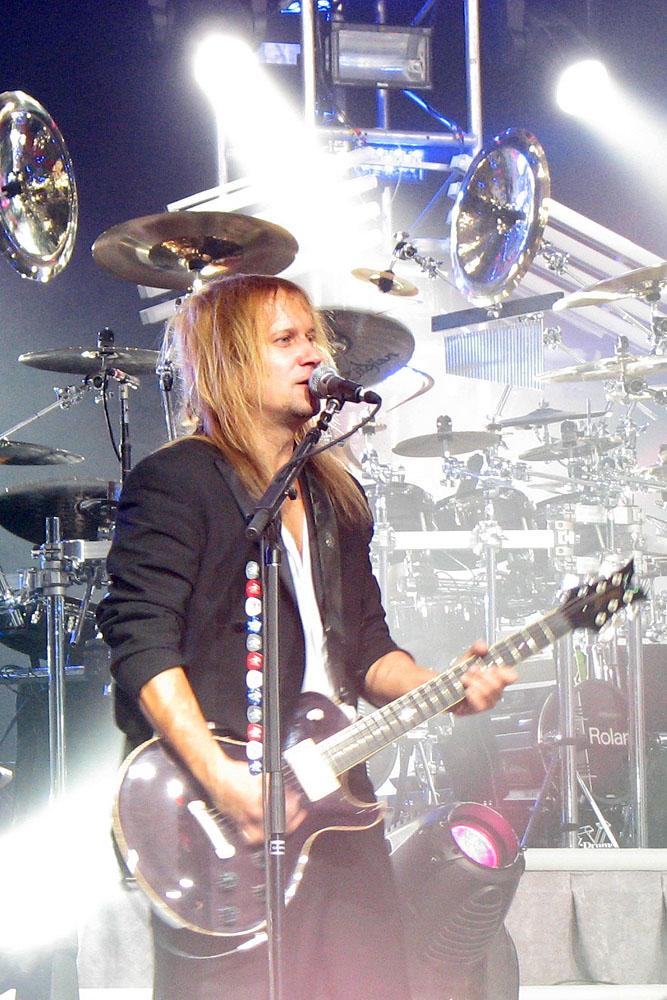
Chris Caffery uppträder med TSO 2007.

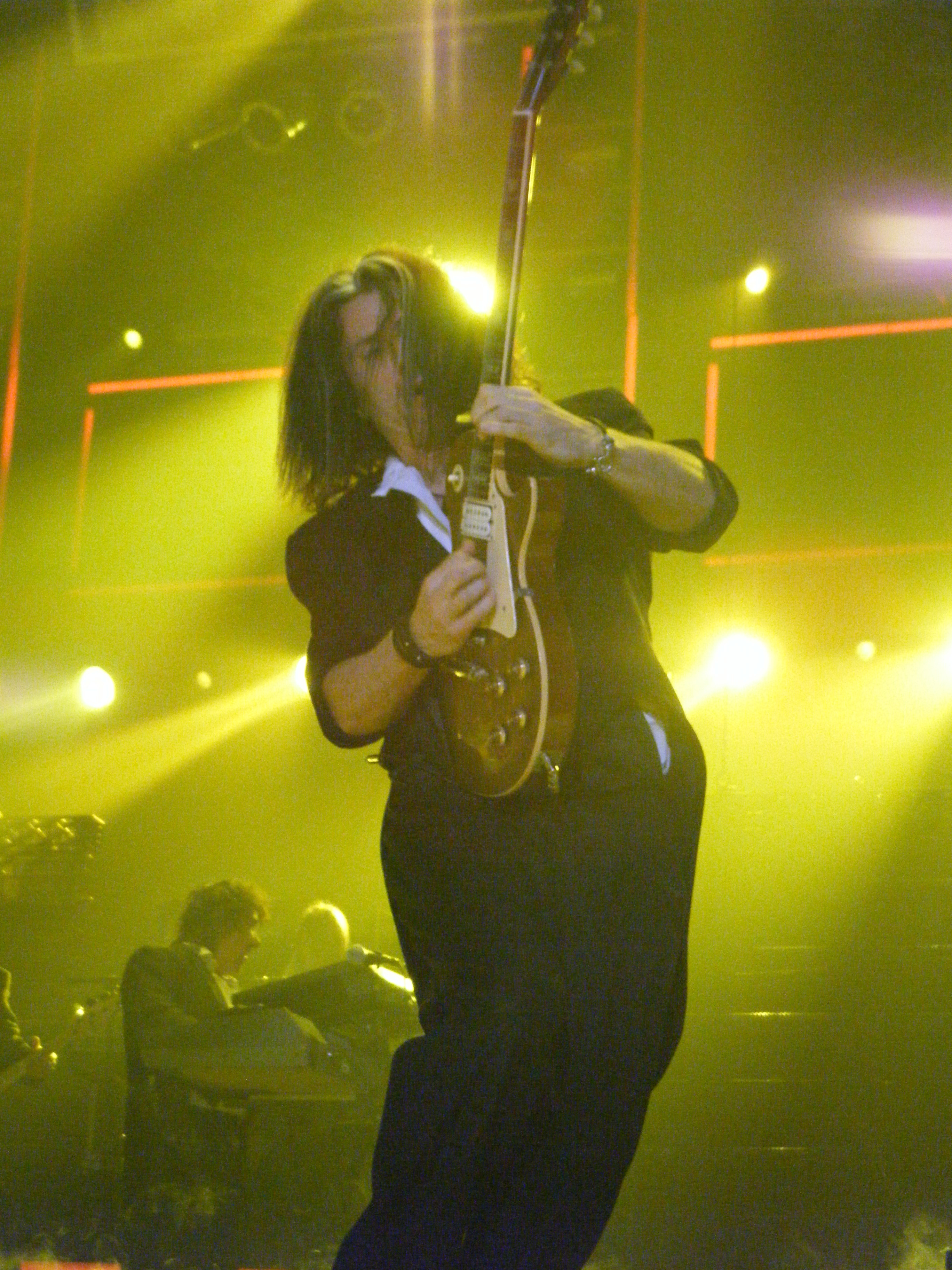
Alex Skolnick spelar med TSO 2009 TSO.

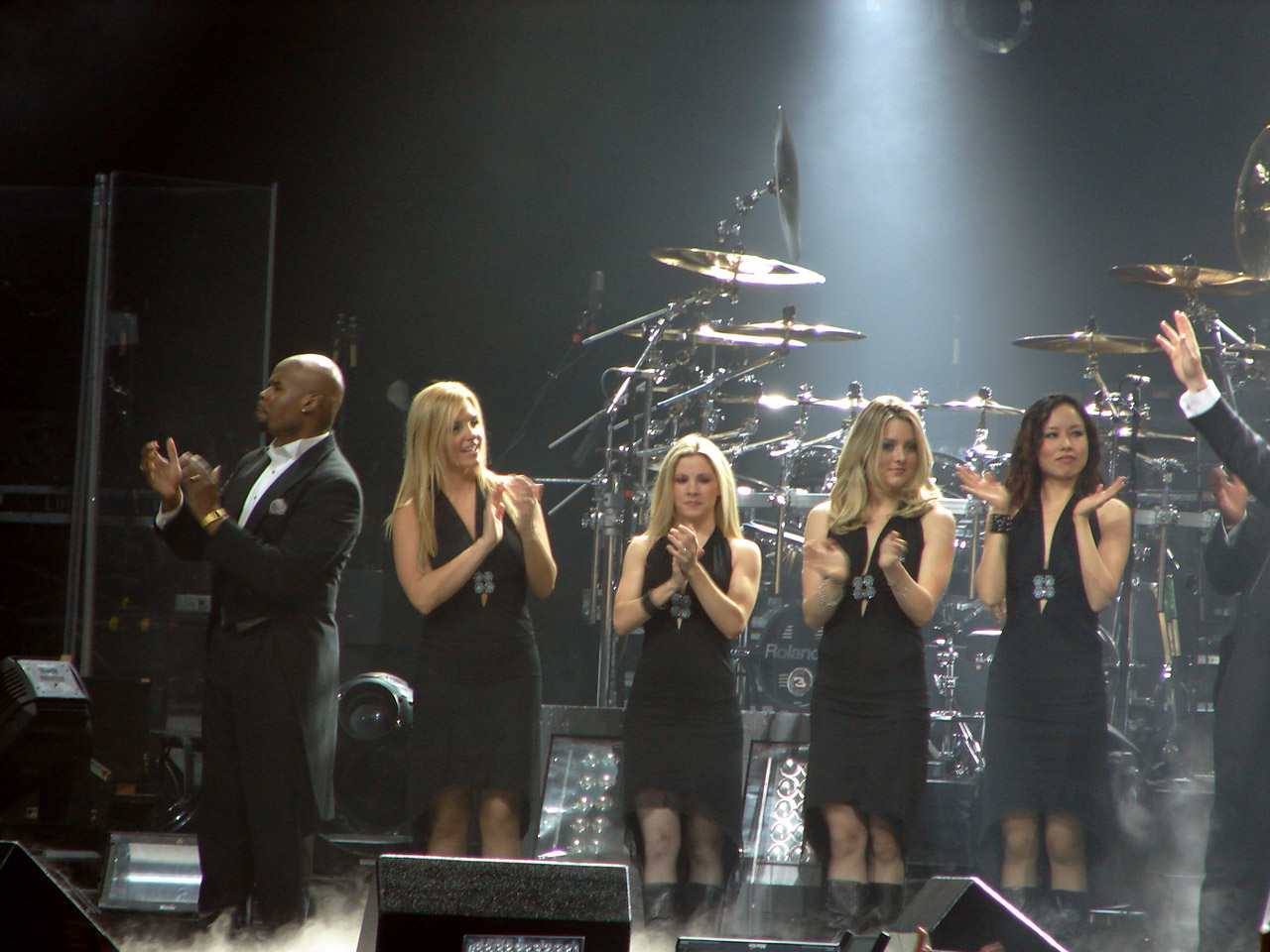
Trans-Siberian Orchestra i Hershey, Pennsylvania 2007.

Trans-Siberian Orchestra är en amerikansk symfonisk hårdrocksorkester bildad i New York av Paul O'Neil 1996. De övriga två hjärnorna bakom projektet heter Jon Oliva och Bob Kinkel. Orkestern gör bara konceptskivor, eller rockoperor som de kallar det, företrädesvis om julen. Namnet är inspirerat av Transsibiriska järnvägen.

## Orkestermedlemmar

### Gitarrister
- Chris Caffery (1999– )
- Al Pitrelli (1999, 2001– )
- Angus Clark (2001– )
- Joel Hoekstra (2010– )
- Damon La Scott (2000)
- Alex Skolnick (2000–2002, 2004–2009)
- George Cintron (2000)
- Tristan Avakian (2003)

### Basgitarrister
- Johnny Lee Middleton (1999–2000, 2002– )
- David "Z" Zablidowsky (2000–2006, 2010– )
- Malcolm Gold (2001)
- Chris Altenhoff (2007–2009)

### Keyboardister
- Jane Mangini (2001– )
- Derek Wieland (2006– )
- Vitalij Kuprij (2009– )
- Bob Kinkel (1999–2009)
- John Margolis (1999)
- Mee Eun Kim (2000–2002, 20040–2007, 2011–2012, 2014)
- Paul Morris (2000)
- Doug Kistner (2000)
- Carmine Giglio (2002-2005)
- Allison Lovejoy (2003)
- Luci Butler (2008–2013)

### Violinister
- Roddy Chong (2008– )
- Asha Mevlana (2011– )
- Mark Wood (1999–2008)
- Valerie Vigoda (2000, 2001)
- Ted Falcon (2002)
- Lucia Micarelli (2003)
- Anna Phoebe (2004–2009)
- Alison Zlotow (2008)
- Caitlin Moe (2009–2010)
- Sarah Charness (2010)

### Trumslagare
- Jeff Plate (1990– )
- John O. Reilly (2002– )
- Steve Murphy (2000–2001)

### Sångare
- Rob Evan (2001, 2003, 2009– )
- Andrew Ross (2007– )
- Jeff Scott Soto (2008– )
- April Berry (2009– )
- Jodi Katz (2009– )
- John Brink (2010–2011, 2013– )
- Autumn Guzzardi (2010, 2012-idag)
- Chloe Lowery (2010– )
- Georgia Napolitano (2010– )
- Natalya Rose Piette (2010– )
- Kayla Reeves (2010-idag)
- Dustin Brayley (2012– )
- Nathan James (2012– )
- Russell Allen (2013– )
- Robin Borneman (2013– )
- Katrina Chester (1999, 2001)
- Tommy Farese (1999-2010)
- Rosie Lanziero (1999)
- Guy LeMonnier (1999, 2002–2006)
- Daryl Pediford (1999–2003)
- Joe Cerisano (2000–2003)
- Steve Broderick (2000–2009)
- Eileen Kaden Dean (2000)
- Michael Lanning (2000–2005)
- Gary Lindemann (2000)
- Cynthia Posner (2000)
- Rebecca Simon (2000)
- Kay Story (2000)
- Rod Weber (2000–2002)
- Jennifer Cella (2001–2007)
- Kristin Lewis Gorman (2001–2010)
- Sophia Ramos (2001)
- Dina Fanai (2002, 2003)
- Maxx Mann (2002, 2006)
- Sanya Mateyas (2002-2003)
- Bart Shatto (2002–2011, 2014)
- Marilyn Villamar (2002)
- Jill Gioia (2003–2005)
- Danielle Landherr (2003–2010)
- Allie Sheridan (2003)
- Marcus DeLoach (2004)
- James Lewis (2004–2012)
- Tany Ling (2004–2006)
- Jay Pierce (2004–2009, 2012)
- Heather Gunn (2005–2007)
- Peter Shaw (2005–2007)
- Erin Henry (2006–2010)
- Steena Hernandez (2006–2008)
- Kelly Keeling (2006–2007)
- Scout Ford (2007–2009)
- Alexa Goddard (2007–2008)
- Marisa Rhodes (2007)
- Jamey Garner (2008)
- Tim Hockenberry (2008–2010)
- Valentina Porter (2008–2009)
- Adrienne Warren (2008)
- Katie Hicks (2009–2010)
- Abby Lynn Mulay (2009)
- Tru Collins (2010)
- Erika Jerry (2010–2013)
- Guy Lockard (2010)
- Jason Wooten (2010)
- Ashley Adamek (2011)
- Angelica Allen (2011)
- Dari Mahnic (2011)
- Ronny Munroe (2011–2012)
- Becca Tobin (2011)
- Chris Pinnella (2012)
- Gabriela Gunčíková (2014)
- Lisa Lavie (2014)

### Berättare
- Bryan Hicks (2003– )
- Phillip Brandon (2010– )
- Tony Gaynor (1999–2009)
- Tim Cain (2000–2002)

## Diskografi

### Studioalbum
- 1996 – Christmas Eve and Other Stories
- 1998 – The Christmas Attic
- 2000 – Beethoven's Last Night
- 2001 – The Ghosts of Christmas Eve
- 2004 – The Lost Christmas Eve
- 2009 – Night Castle
- 2010 – Songs of Winter
- 2015 – Letters from the Labyrinth

### EP
- 1996 – Rock Sampler
- 1999 – Joy to the A/C Radio World
- 1999 – Joy to the Radio World
- 2000 – The Ghosts of Christmas Eve
- 2002 – Trans-Siberian Orchestra
- 2003 – Trans-Siberian Orchestra
- 2004 – The Lost Christmas Eve Sampler
- 2007 – Trans-Siberian Orchestra
- 2012 – Dreams of Fireflies (On a Christmas Night)

### Singlar
- 1996 – "Christmas Eve - Sarajevo 12/24"
- 2000 – "Requiem (Fifth)"
- 2005 – "Christmas Canon Rock"
- 2005 – "Queen of the Winter Night"
- 2006 – "Wizards in Winter"
- 2008 – "Night Enchanted"
- 2009 – "Nutrocker"
- 2010 – "Dream Child 2010"
- 2013 – "Dreams of Fireflies (On a Christmas Night)"

### Samlingsalbum
- 2004 – In-Store Play Sampler
- 2004 – The Christmas Trilogy
- 2008 – 10 Years of TSO
- 2013 – Upon the Winter Solstice
- 2013 – Tales of Winter: Selections from the TSO Rock Operas